# 何军
何军（1969年3月3日—），中国女子篮球运动员，曾随队参加1992年夏季奥林匹克运动会和1996年夏季奥林匹克运动会，其中在1992年奥运获得一枚银牌。
何军的丈夫是中国国家女子篮球队教练许利民。